# Балрампур
Балрампур (англ. Balrampur, хинди बलरामपुर) — город в северной части штата Уттар-Прадеш, Индия. Административный центр округа Балрампур.

## География
Абсолютная высота — 105 метров над уровнем моря. Расположен примерно в 160 км к северо-востоку от административного центра штата, города Лакнау.

## Население
По данным на 2013 год численность населения составляет 86 973 человека. 51 % населения города исповедует индуизм; 47 % — ислам; 1,4 % — джайнизм и 0,6 % — другие религии.
Динамика численности населения города по годам:
| 1991   | 2001   | 2013   |
| ------ | ------ | ------ |
| 59 619 | 72 501 | 86 973 |

## Экономика
Имеется крупная фабрика по производству сахара.

## Транспорт
Шоссе штата 1A соединяет Балрампур с Лакнау. Ближайшая железнодорожная станция находится в городе Гонда, примерно в 42 км к юго-западу от Балрампура.